# محمد أحمد دهمان
محمد أحمد دهمان (1317 هـ- 1409 هـ / 1899 - 1988م)، عالم ومؤرخ ومحقق، من أهل دمشق.
والده هو الشيخ أحمد دهمان.

## آثاره
من آثاره:
- في رحاب دمشق،
- تاريخ الثقافة الإسلامية،
- ولاة دمشق في عهد المماليك،
- العراك بين المماليك والعثمانيين الأتراك،
- معجم الألفاظ التاريخية في العصر المملوكي، صدر بعد وفاته.[2]